# Luiz Antônio Sampaio
Luiz Antônio Sampaio é um fanzineiro e crítico de histórias em quadrinhos brasileiro.

## Histórico
Em 1970, organizou uma exposição sobre quadrinhos em Campinas.
Em março de 1978, lançou seu fanzine "Opar Boletim", inspirado na cidade perdida de mesmo nome das histórias de Tarzan de Edgar Rice Burroughs, a primeira edição foi feita em um duplicador a álcool, o fanzine teve 15 números, com o último número lançado em outubro de 1980, essa última edição não foi feita com umduplicador, mas sim co uma fotocopiadora.
Em 1982, passou a colaborar com a coluna Quadrinhos pelo Mundo a partir da edição 16 da revista Calafrio da Editora D-Arte, para a mesma editora, publicou a coluna As Grandes Obras em Quadrinhos na revista Mestres do Terror, Em 1992, Sampaio havia entrevistado o quadrinista Flavio Colin para publicar na revista Mestres do Terror, contudo, a mesma foi cancelada e a entrevista permaneceu inédita até 2003, quando foi incluída no álbum "Mapinguari e Outras Histórias", publicado pela editora Opera Graphica. Em janeiro de 1999, Sampaio foi premiado na categoria Mestre do Quadrinho Nacional do 15º Prêmio Angelo Agostini.
Em novembro de 2000, lançou o fanzine de nostalgia Gazeta dos Quadrinhos,. inspirado no tabloide semanal americano chamado The Menomonee Falls Gazette, em janeiro de 2001, lançou o Gazeta dos Quadrinhos Mensal e logo depois, o Gazeta dos Quadrinhos Especial, esses fanzines reproduziam histórias em quadrinhos antigas. Gazeta dos Quadrinhos teve 200 edições, publicado até novembro de 2008, Gazeta dos Quadrinhos Mensal, teve 100 edições, publicado até abril de 2009 e Gazeta dos Quadrinhos Especial  teve oito edições e foi publicado até o inverno de 2004, em 2005, publicou 13 edições do Álbum Gazeta dos Quadrinhos. Em 2011, voltou a colaborar com a revista Calafrio, publicada pela CLUQ. Além de fanzines, publicou os livros Tarzan – O Mito Desenhado, Tarzan Portfolio e O Drama e a Aventura nos Quadrinhos de Jornal. Atualmente, colabora com o fanzine QI de Edgard Guimarães.

## Prêmios
- Prêmio Angelo Agostini - Mestre do quadrinho nacional (1999)